# Leif Lindstrand

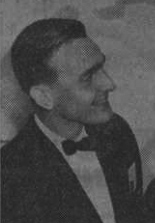
Leif Lindstrand

Leif Lindstrand, född 22 oktober 1932 i Lund, död 25 februari 2007, var en svensk arkitekt.
Lindstrand, som var son till tandläkare Ralf Lindstrand och Siv Key-Rasmussen, utexaminerades från Kungliga Tekniska högskolan 1958. Han var privatanställd 1958–1961, bedrev egen arkitektverksamhet (tillsammans med Bo Rosengren och Yngve Sahlin) i Stockholm  1961–1963, anställdes vid Byggnadsstyrelsen 1963, blev byggnadsråd 1966 och var chef för dess utrikesbyrå 1979–1983. Han innehade expertuppdrag för SIDA och Byggnadsstyrelsen i Tanzania, Kenya, Etiopien, Botswana, Bangladesh, Angola och Indien. Han var ordförande för Svenska Arkitekters Riksförbund 1974–1975, ledamot av Statens konstråd 1968–1971 och 1974–1980 samt ledamot av Stockholms skönhetsråd 1974–1979. Lindstrand är gravsatt i sydvästra minneslunden vid Helsingborgs krematorium.